# يوليا كلوكنر
يوليا كلوكنر (بالألمانية: Julia Klöckner) (مواليد 16 ديسمبر 1972 في باد كرويتسناخ) سياسية ألمانية تنتمي إلى حزب الاتحاد الديمقراطي المسيحي (CDU). شغلت من 8 ديسمبر 2021 وحتى الرابع عشر من شهر مارس لعام 2018 منصب الوزيرة الاتحادية للأغذية والزراعة في حكومة ميركل الرابعة.
بين عامي 2002 و2011 كانت عضواً في البوندستاغ الألماني، ضمن هذه الفترة بين عامي 2009 و2011 كانت السكرتيرة البرلمانية للوزارة الاتحادية للأغذية والزراعة وحماية المستهلك.
كما تشغل كلوكنر منذ عام 2010 منصب رئيسة الاتحاد الديمقراطي المسيحي في ولاية راينلند بالاتينات. في عام 2012 تم انتخابها نائبة لميركل كرئيسة اتحادية للحزب.
في انتخابات برلمان ولاية رايند بفلانز عامي 2011 و2016 شاركت كلوكنر كمرشحة بارزة عن حزبها.

## حياتها

### أصلها
نشأت يوليا مع أخيها الأكبر في عائلة مزارعين كاثوليكية محافظة تعمل في مجال زراعة العنب في منطقة جولدنتال.
بعد إتمام مرحلة الثانوية في مدرسة أن دير شتادماور (بالألمانية: Gymnasium an der Stadtmauer) الواقعة في باد كرويتسناخ درست يوليا العلوم السياسية وعلم اللاهوت الكاثوليكي والبيداغوجيا في جامعة يوهان غوتنبرغ في ماينتس وكان محور دراستها عن السياسة الدولية والسياسة الزراعية وكذلك عن الأخلاقيات الاجتماعية والبيلوجية والاقتصادية. كان موضوع رسالة الماجستير الخاصة بها يدور حول «أساسيات وتطوير سياسة سوق العنب الأوروبي» وفي عام 1998 أنهت دراستها بدرجة ماجستير في موضوع عن علم اللاهوت والعلوم السياسية والدراسات التربوية وعلاوة على ذلك نالت يوليا شهادة امتحان الدولة الألماني لدائرة التدريس الثانوية في مادة الدراسات الاجتماعية والدين الكاثوليكي.
في عام 1994 تم اختيارها لتكون ملكة النبيذ عن منطقة ناه (بالألمانية: Nahe-Weinkönigin) وفي 1995 أُختيرت لتكون ملكة النبيذ عن كل ألمانيا للفترة 1995/1996 لتقوم بتمثل صناعة النبيذ الألماني في حوالي مائتي مناسبة خلال السنة.
حتى عام 1998 كانت تُدرّس «إلى جانب دراستها» بتصريح خاص لطلاب المرحلة الابتدائية في مدرسة بيستالوتسي فيسبادن في مقاطعة فيسبادن-بيبريش.
بعد إتمام دراستها وبداية من عام 1998 عملت يوليا كمقدمة في تلفزيون اس فيه ار (بالألمانية:SWR Fernsehen) التابع لولايتي بادن-فورتمبيرغ وراينلند بالاتينات في مدينة ماينتس وكانت حتى عام 2002 تعمل في القسم الثقافي كعاملة حرة. بين عامي 1999 و2002 أتمّت برنامج صحفي تطوعي في دار ماينينغر للنشر في مدينة نويشتات أن در فاينشتراسه، حيث تختص هذه الدار بالمنشورات المتعلقة بالمشروبات والنبيذ. من عام 2000 حتى عام 2002 كانت محررة صحفية في مجلة عالم النبيذ (بالألمانية: Weinwelt) ومن 2002 حتى 2009 رئيسة تحرير في مجلة زوميلير (بالألمانية:Sommelier-Magazins). كلتا المجلتين تصدران عن دار ماينينغر للنشر.
في عام 2009/2010 أنهت يوليا برنامج القادة الشباب (بالإنجليزية: Young Leader Program) التابع للمركز الثقافي الأمريكي في برلين، وهو عمل مشترك بين مركز الأبحاث العلمية جسور الأطلسي (بالألمانية: Atlantik-Brücke) والمركز الثقافي الأمريكى في برلين للقوى القيادية الواعدة سياسيًا واقتصاديًا.

### حياتها الشخصية
تحمي يوليا حياتها الشخصية من الجمهور ومن المعروف أنها كانت منذ عام 2000 على علاقة طويلة بالمدير الإعلامي هيلموت اوتنا.

## السياسة
في عام 1997 عندما كانت يوليا طالبة بعمر الخامسة والعشرين دخلت في اتحاد الشباب (بالألمانية:Junge Union) ومن عام 2001حتى عام 2007 كانت ضمن مجلس إدارة المقاطعة لجمعية مقاطعة باد كغويستسناخ ومن عام 2001 حتى عام 2007 كانت عضوًا في برلمان ولاية راينلاند بفالز وكذلك كانت عضوًة في اتحاد السيدات التابع للحزب الدمقراطي المسيحي وانضمت لقسم الاتحاد الأوروبي التابع لجمعية الشباب الأوروبي القيدرالية.
في عام 2001 انضمت يوليا لمجلس إدارة المقاطعة التابع إلى الحزب الدمقراطي المسيحي لمقاطعة باد كغويتسناخ. في مبادرة ورعاية من ميشائيل تسو زالم- زالم وهو عضو سابق في مجلس إدارة المقاطعة للحزب الدمقراطي المسيحي حصلت يوليا على التأكيد أما بالنسبة للنصاب النسائي حصلت على المركز السادس في قائمة الانتخابات لانتخابات البرلمان لعام 2012.
بدأت يوليا عضويتها في البرلمان الألماني (البوندستاغ) ضمن مجموعة الشباب للتكتل البرلماني التابع للحزب الدمقراطي المسيحي (CDU) والاتحاد المسيحي الاجتماعي (CSU) والذي أصبحت نائية للمتحدث الرسمي له في شهر أكتوبر لعام 2002. وأيضا في عام 2002 انضمت إلى مجلس الولاية عن الحزب الدمقراطي المسيحي في ولاية رايند بفالز. وفي عام 2003 تم قبولها في المجلس التنفيذي الوطني لاتحاد السيدات.

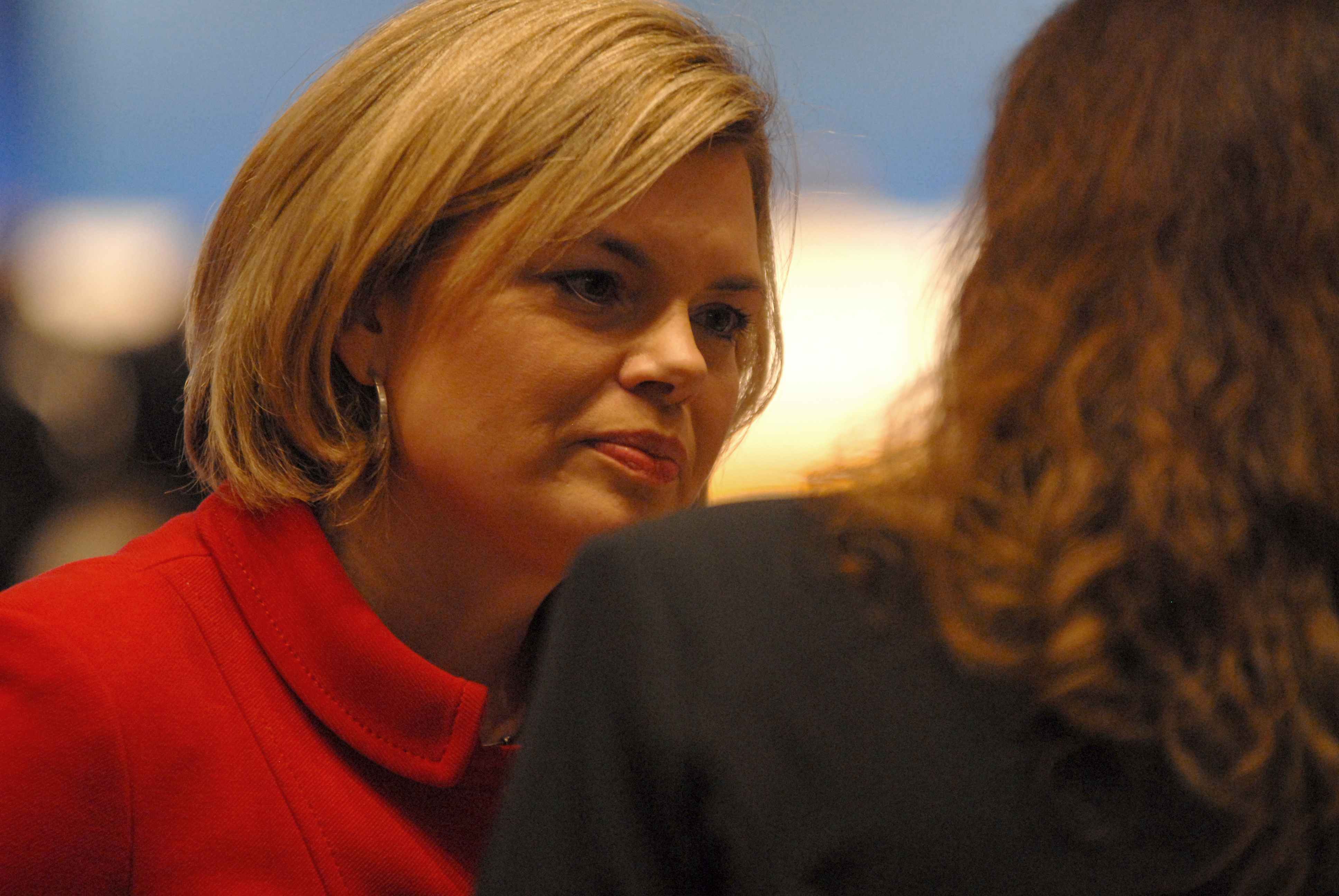
يوليا خلال مؤتمر الحزب CDU في ديسمبر عام 2012

في الرابع والعشرين من شهر يناير لعام 2006 تم انتخاب يوليا لرئاسة التكتل البرلماني التابع للحزب الدمقراطي المسيحي (CDU) والاتحاد المسيحي الاجتماعي (CSU) وعُينت لتولى مهمة حماية المستهلك للتكتل البرلماني التابع للحزب الدمقراطي المسيحي (CDU) والاتحاد المسيحي الاجتماعي. في الثامن من شهر يوليه لعام 2006 تم انتخابها في المؤتمر الحزبي التاسع والخمسين لتكون رئيسة الحزب الدمقراطي المسيحي في الولاية.
و علاوة على ذلك أصبحت أحد الأعضاء النائبين في حزب الشعب الأوروبي (EVP). في الرابع عشر من شهر مايو لعام 2007 أصبحت عضوًا نائبًا للجنة «حماية الخليقة: حماية المستهلك والمناخ والبيئة» التابعة للحزب الدمقراطي المسيحي والتي رأست فيها لجنة حماية المستهلك. في الثالث والعشرين من أكتوبر لعام 2007 تم انتخابها بالإجماع لتكون أحد نائبي رؤساء الحزب ورئيسة التكتل البرلماني التابع للحزب الدمقراطي المسيحي (CDU) والاتحاد المسيحي الاجتماعي (CSU) وظلت منضمة في المجموعة حتى عام 2009. في الخامس والعشرين من شهر سبتمبر لعام 2010 تم انتخابها لتكون الرئيسة الجديدة للحزب الدمقراطي المسيحي لولاية راينلاند بفالز حيث 96,9 بالمئة هي نسبة إجمالي الأصوات الصالحة التي انتخبتها خلال مؤتمر الحزب لولاية راينلاند بفالز الذي انعقد في ماينز.
في الخامس عشر من شهر نوفمبر لعام 2010 انضمت لمجلس رئاسة الحزب الديمقراطي المسيحي (CDU)و جاء ذلك خلال المؤتمر الثالث والعشرين للحزب في كارلسغوه حيث حصلت على أعلى نسبة تصويت من بين أربعين مترشح والتي بلغت 94,4 بالمئة من مجمل جميع الأصوات. وفي الرابع من شهر ديسمبر لعام 2012 تم انتخابها لتكون نائب رئيس الحزب الدمقراطي المسيحي حيث بلغت نسبة الأصوات إلى 92,2 بالمئة. وفي التاسع والعشرين من شهر نوفمبر لعام 2014 أصبحت رئيسة الحزب في ولاية رايند بفالز وذلك خلال مؤتمر الحزب لولاية رايند بفالز حيث حصلت على 98,8 بالمئة من نسبة الأصوات المُدلى بها. أما عن مؤتمر الحزب الذي أُقيم التاسع عشر من شهر نوفمبر لعام2016 ففد تم انتخابها مجددًا للرئاسة بنسبة أصوات بلغت 85,6 بالمئة.

### نشاطها البرلماني (في البوندستاغ)
في الثاني والعشرين من شهر سبتمبر لعام 2002 انضمت يوليا إلى البرلمان الألماني (البوندستاغ) بعد انتخابات البرلمان لعام 2002 عن المقعد ستة عن قائمة ولاية رايند بفلانز، حيث هزمت فغيتس غودلف كوبا السكرتير البرلماني ومنافسها المترشح عن الحزب الديمقراطي الاجتماعي الألماني (SPD) في انتخابات منطقة كغويسناخ بفارق سبع نقاط مئوية. وفي الرابع عشر من شهر نوفمبر لعام 2002 تم انتخابها لتكون أمين سر الجلسة العامة للبرلمان. بالإضافة إلى ذلك فقدأصبحت عضوة في مجلس الأمناء الوكالة الفيدرالية للتعليم المدني
(بالألمانية:bpb/Bundeszentrale für politische Bildung)
. وفيما بعد أصبحت عضوًا في لجنة حماية المستهلك والغذاء والزراعة  ونائب رئيس لجنة حقوق الإنسان والمساعدات الإنسانية. في عام 2003 أصبحت عضوًا في لجنة انكويت «الأخلاق وقانون الطب الحديث» والتي تنتمي إليها مجموعات موضوعات «الأخلاق في علوم الحياة والبحث الطبي» و«طب زراعة الأعضاء».
في انتخابات البرلمان لعام 2005 فازت يوليا عن الدائرة الانتخابية كغويسناخ بنسبة 43,0 بالمئة في الصوت الأول وتلك تُعد المرة الأولى للفوز للحزب بهذه النسبة منذ عام 1953. في الخامس عشر من شهر ديسمبر لعام 2005 تم انتخابها كأمين سر للبرلمان الألماني. وفي 2005 كانت عضوًا نائبًا للجنة البيئة وحماية الطبيعة وسلامة المفاعلات النووية. في 2006 أصبحت عضوًا في المجلس الاستشاري البرلماني للتنمية المستدامة.
في انتخابات البرلمان لعام 2009 تم انتخابها كمرشح لمقعد مباشر عن الدائرة الانتخابية كغويسناخ/ بيكنفيلد وحصلت على 47 بالمئة من الصوت الأول.
كلوكنر عضو في المجلس التنفيذي الوطني للجمعية البرلمانية الألمانية، وفي ربيع عام 2003 أسست منتدى النبيذ البرلمان من أجل زيادة الوعي بالنبيذ الألماني في البلاد كما أنها تنتمي مجموعة «هوشبيتس» (Hospiz).
في انتخابات الرئيس الاتحادي التاسع هورست كولر في الثالث والعشرين من شهر مايو لعام 2009 غردت يوليا كلوكنر من اللجنة الرسمية للنتائج على موقع توتير قبل خمس عشرة دقيقة من اعلان نتائج الانتخابات مصرحًة نتيجة التصويت. من خلال اشارتها إلى الدوري الألماني لكرة القدم 2008–09 حيث قالت «#جماعة البوندسليجا - يمكنكم مشاهدة كرة القدم في راحة، لقد نجحت الجولة الانتخابية.» وهناك نائبين آخرين اعلنوا النتيجة عبر الرسائل النصية (SMS) وموقع التواصل الاجتماعي تويتر.
بعد تشكيل برلمان ولاية رايند بفلانز في الثامن عشر من شهر مايو لعام 2011 خسرت يوليا تفويض البرلمان الألماني في السابع والعشرين من شهر مايو لعام 2011.

### سياستها في ولاية راينلاند بفالز
في الثالث عشر من شهر يونيو لعام 2004 تم انتخابها لتولي مجلس إدارة المركز في انتخابات مجلس إدارة منطقة باد كرويتسناخ
حيث حصلت على 42.888 صوت وهذا يعد أعلى نسبة أصوات حصل عليها حزب CDU خلال الخمسين مرشح الممثلين له. وفي الانتخابات التالية التي انعقدت في السابع من شهر يونيو لعام 2009 تم انتخابها مرة أخرى حيث حصلت على نسبة أصوات أعلى بلغت 46.759 صوت. وفي عام 2014 تم انتخابها مجددًا.
في السابع عشر من شهر نوفمبر لعام 2009 رشحها كرستيان بالداوف رئيس حزب CDU للولايات لتكون مرشحًا بارزًا ع الحزب في انتخابات برلمان ولاية رالاند بفالز لعام 2011.، حيث في مؤتمر الحزب الذي انعقد في السابع عشر من أبريل لعام 2010 في بينغن آن در راين تم انتخابها لتكون مرشحًا بارزًا عن الحزب حيث وافق على ذلك أربعمئة عضو من أصل أربعمئة واثنين عضوًا في الحزب (أي 99,5 بالمئة). في الرابع من شهر ديسمبر لعام 2010 خلال مؤتمر الحزب للرابطة الوطنية لحزب CDU الذي انعقد في رامشتاين-ميزنباخ تم انتخابها بنسبة 99,6 بالمئة لتكون ضمن قائمة الحزب في انتخابات البرلمان لعام 2011. في 19 سبتمبر 2015 في مؤتمر الحزب في فرانكينثال تم ترشيح كلوكنر بالإجماع كمرشح بارز لانتخابات البرلمان لولاية راينلاند بفالنس 2016.
حصلت يوليا في انتخابات البرلمان في السابع والعشرين من شهر مارس عام 2011 على مقعد مباشر لدائرة باد كغويزناخ بنسببة 44,4 بالمئة من الأصوات. وبعدما حصل حزب CDU على أقل معدل تصويت للولاية بنسبة 32,8 بالمئة فازت يوليا ب2,4 نقطة مئوية لكنه مازال متأخرًا عن حزب SPD يفارق 5, نقطة مئوية لمدة سنتين حيث قام بالأعمال كورت بيك وزير الوزراء الذي بعد كارثة فوكوشيما النووية خسر 9,9 نقطة مئوية أمام حزب الخضر الألماني في معركة انتخابية ولكنه تمكن من تكوين حكومة ذات هوية حمراء وخضراء. وربما كان السبب لتكون ثلاثة تكتلات سياسية في برلمان الولاية هو الحزب الديمقراطي الحر FDP. بعد انتخابات برلمان الولاية تم انتخاب يوليا بالإجماع في الثلاثين من شهر مارس لعام 2011 لتصبح رئيسة التكتل البرلماني في برلمان راينلاد بفالز وبالتالي تتولى منصب قيادة المعارضة وظلت تعمل في فترات في هذا المنصب ولكنها تركته عندما أصبحت الوزيرة الاتحادية للأغذية والزراعة في 14 مارس لعام 2018. في انتخابات برلمان الولاية لعام 2013 دخلت يوليا مجددًا كمرشح بارز عن حزب (CDU)، ولكن هذه المرة ترشحت ضد رئيسة الوزراء مالو دغايا من الحزب الاشتراكي الدمقراطي (SPD) التي حصلت على الولاية من بيك في منتصف الولاية التشريعية. بعدما كان حزب CDU متقدمًا في كافة القضايا حتى شهر فبراير لعام 2016 تزايدت حدة المنافسة في الأسابيع الأخيرة وذلك أدى إلى تبلد الحزب بنسبة 31,8 بالمئة من الأصوات المُدلى بها وهذا يُعد حالة تدني تاريخية جديدة من نوعها في تاريخ الحزب الدمقراطي المسيحي (CDU) في المناطق المؤيدة له، وفي المقابل ارتفع الحزب الاشتراكي الدمقراطي (SPD) بنتيجة مفاجئة واضحة حيث حصل على نسبة 36,2 بالمئة من الأصوات وبذلك استطاع النضال من أجل منصبه كقوة أقوى.
استطاعت يوليا أن تفوز مجددًا مباشرة في دائرتها الانتخابية بنسبة بلغت 42,6 بالمئة خلال الصوت الأول، وبعد تشكيل التكتل البرلماني الجديد للحزب الديمقراطي الاجتماعي (CDU) تم انتخابها لرئاسة التكتل مرة أخرى وتولت قيادة معارضة التكتلات الخمسة القائمة في برلمان الولاية ضد ائتلاف الإشارة الضوئية الثالث الموجود على صعيد الولاية والمكون بين الحزب الديمقراطي الاجتماعي الألماني (SPD) والحزب الديمقراطي الحر (FDP) وحزب الخضر الألماني (بالألمانية:DIE GRÜNE).

### وظائف عامة على مستوى الولاية
في التاسع والعشرين من شهر أكتوبر لعام 2009 تم اختيار يوليا لتشغل منصب وكيل الوزارة البرلماني في وزارة الغذاء والزراعة وحماية المستهلك الاتحادية. وفي الخامس عشر من شهر فبراير لعام 2011 تخلت عن المنصب بسبب انتقالها إلى راينلاند-بفالز.

### الوزارة
في الخامس والعشرين من شهر فبراير لعام 2018 حصل حزب الديمقراطي المسيحي على الوزارة الاتحادية للأغذية والزراعة، وفي الرابع عشر من شهر مارس عين الرئيس الاتحادي فرانك-فالتر شتاينماير يوليا لتكون الوزيرًة الاتحاديًة للأغذية والزراعة في حكومة ميركل الرابعة 

## نشاطاتها وأعمالها في المنظمات
وفقًا للمعلومات المعروفة فإن يوليا عضوًة في المجلس الاستشاري للمعهد الاستثماري والبنائي لولاية راينلاند بفالز (بالألمانية: Investitions- und Strukturbank Rheinland-Pfalz) وعضو في مجلس إذاعة اس فيه ار (بالألمانية: SWR Südwestrundfunk) في شتوتجارت.
كما أنها عضو مجلس أمناء جامعة ترير  وعضو جمعية لدعم ال المؤسسة الدينية كينداكلينك كغويسناخ  والمؤسسة الدينية يوجندغاوم  والمؤسسة الدينية فيتكيشا وكذلك هي رئيسة مجلس أمناء جمعية كاغيتاسس الدينية.
كما أنها راعية الرابطة الوطنية للجمعية الألمانية في ولاية راينلاند بفالز للأمراض العضلية وفي ولاية باد كغويزناخ لمرض التصلّب اللويحي. كما أنها ترعى حركات المنشأت المخصصة لمرافقة المحتضرين وخاصة خدمة المرضى في الخارج في ولاية باد كغويزناخ بالإضافة إلى مؤسسة ميرجينراتسيونهاويسس (بالألمانية:Mehrgenerationenhauses) والجمعية الدينية التابعة للكنيسة أكسيون نيغيه. (بالألمانية: Aktion Niere) 
بالإضافة إلى كل ما سبق فإن يوليا عضوة شرف في حركة اللغة الألمانية 
و سفيرة لجمعية «لوتسالزون»(بالألمانية:Lützelsoon) وهي جمعية تدعم لمرضى السرطان والمحتاجين وعائلتهم كما أنها صاحبة فكرة وعضوة تحكيم في جائزة صحافة المستهلك والتي كانت تحت رعاية الرئيس الاتحادي السابق رومان هيرتسوغ
 وعضوة الجمعية العامة لمجتمع الكاثوليك الألمان وهي عضوة لجنة تحكيم «المنتدي المالي للريادة» حيث يتم نوزيع جوائز على الرائدين وكذلك في جوائز الاستدامة الألمانية 

## مواقفها

### اتجاه الشراكة التجارية والاستثمارية العابرة للأطلسي
إن يوليا مؤيدة للشراكة التجارية والاستثمارية العابرة للأطلسي (TTIP) والفرص المرتبطة بشركة باسف الألمانية للصناعات الكيميائية والتي مرتبطة بالسوق الأمريكية وهذا ما أوضحته يوليا في شهر ديسمير في عام 2015 خلال لقائها بكبار ممثلي شركة باسف، ويُذكر أن شركة باسف الألمانية هي أكبر شركات الصناعات الكيميائية في العالم وأكبر جهة عمل في ولاية راينلاند بفالز.

### اتجاه الإجهاض والأجنة
وتعارض يوليا فكرة إجهاض الأجنة حيث عملت بشكل نشط من أجل الأجنة خلال المبادرات القانونية المختلفة عندما كانت عضوة برلمانية، فعلى سبيل المثال دورها في قانون الإجهاض المُعدل
وعلاوة على ذلك تدعم يوليا أيضا عمل مركز استشاري الحمل والإجهاض دونوم فيتاه.
ترفض يوليا أبحاث الخلايا الجذعية للأجنة لكنها تدعم أبحاث الخلاليا الجذعية للبالغين.

### اتجاه المثليين
إن يوليا تعمل من أجل المساوة الضريبية للشركاء المثليين، على الرغم من كونها معارضة لزواج المثليين وتبنيهم للأطفال.

### اتجاه النقاب
بعد إصدار المحكمة الأوروبية لحقوق الإنسان(EGMR) في فرنسا في شهر يوليو لعام 2014 قرارًا قائمًا بشأن منع الحجاب في الأماكن العامة طالبت يوليا في نهاية شهر سبتمبر لعام 2014 بمنع ارتداء البرقع والنقاب في الأماكن العامة في ألمانيا وهذا الطلب جاء في مقالة خاصة لها في المجلة السياسية تسيغو (بالألمانية: Cicero).

### اتجاه اللاجئين
في إطار أزمة اللاجئين في أوروبا في عام 2015 طالبت يوليا كلوكنر بالواجبات قانونية للاجئين من أجل الاندماج والمشاركة الإلزامية في دورات تعلم اللغة بالإضافة إلى احترام القانون والدستور. وفي شهر فبراير لعام 2016 طالب كل من يوليا وجودبدو فولف في تصريح جماعي بتحديد نسبة للاجئين الحالين ومراكزالحدود. فبدون سبب للجوء أو طلب حماية لا يُسمح لأي شخص الدخول إلى ألمانيا. وقد اعتبرت هذه التصريحات في وسائل الإعلام بأنها إلى حد ما تحديد لسياسة اللاجئين الخاصة بأنجيلا ميركل. وبالفعل في يناير لعام 2016 قدمت يوليا الخطة "A2" والتي تنص على إجراءات قومية من أجل عدد اللاجئين.

### اتجاه المبيدات الحشرية في الزراعة العضوية
وفي مقابلة صحفية معها في شهر فبراير لعام 2018 صرحت كلوكنر أن استخدام المبيدات الحشرية في الزراعة العضوية يكون مصرحًا في حالات معينة.

## معرض الصور

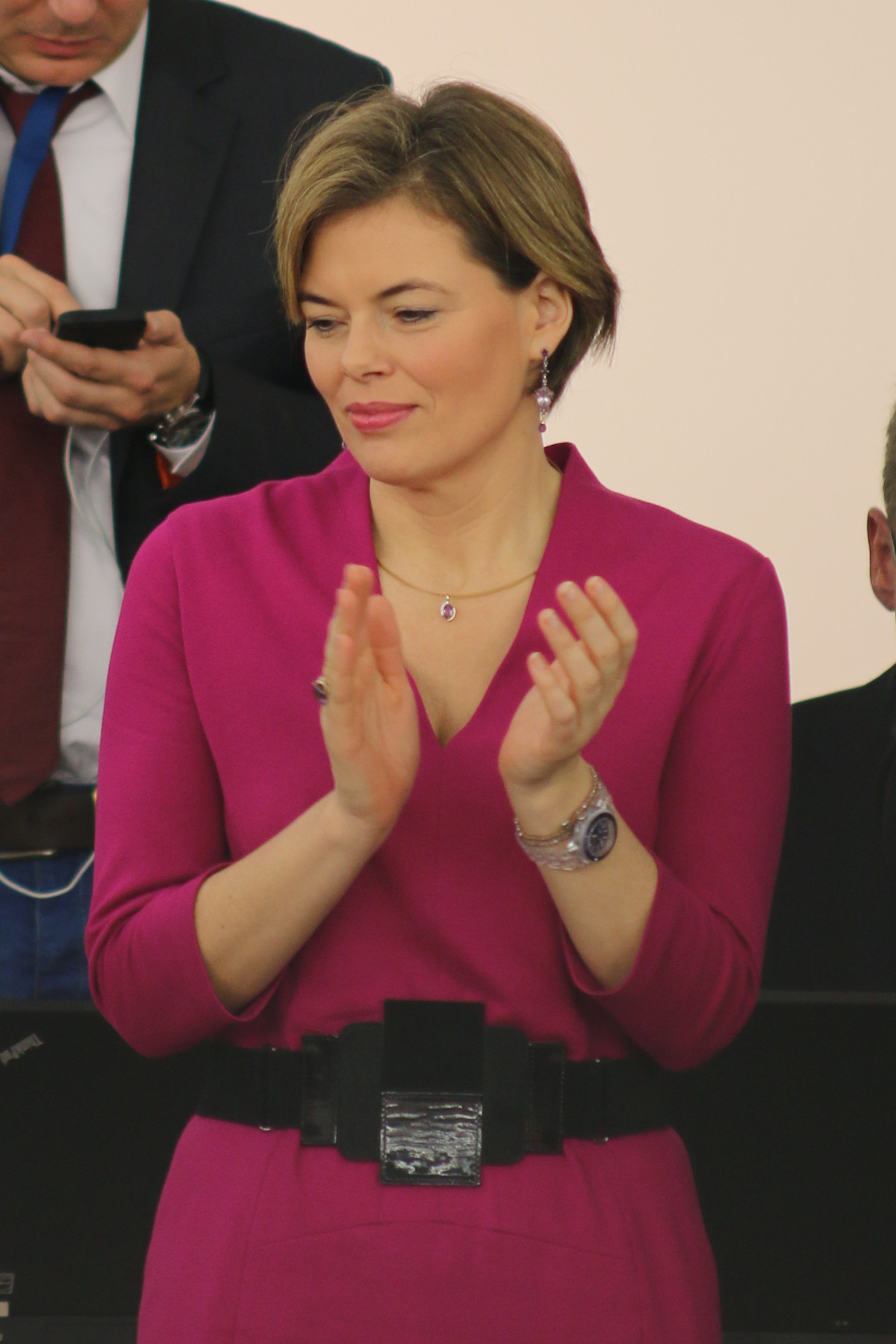
يوليا كلوكنر في برلمان هيسشن عام 2014
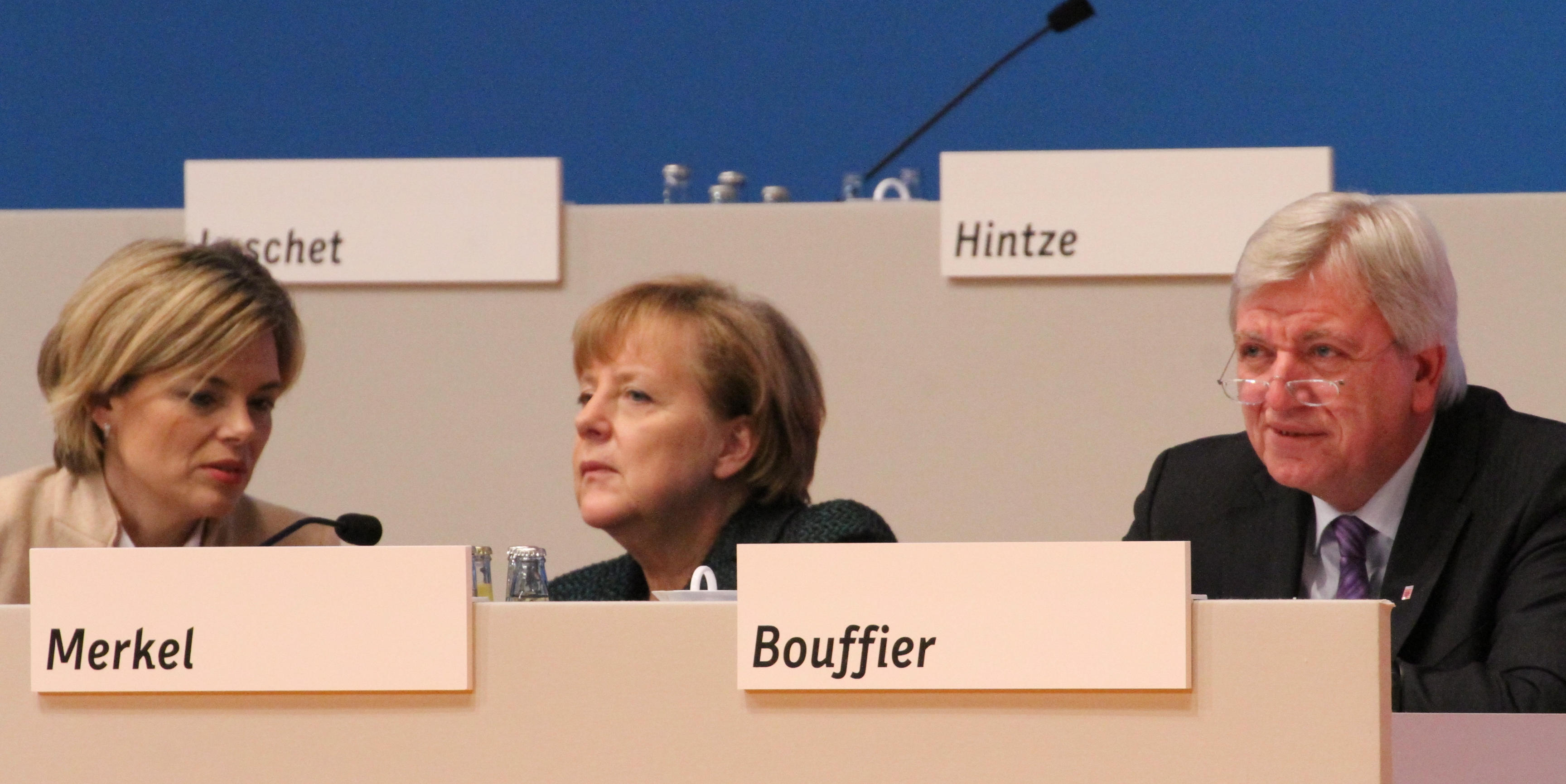
يوليا كلوكنر (على اليسار ) خلال مؤتمر للحزب الديمقراطي المسيحي (CDU) بجانب المستشارة الاتحادية أنجلينا ميركل في عام 2014
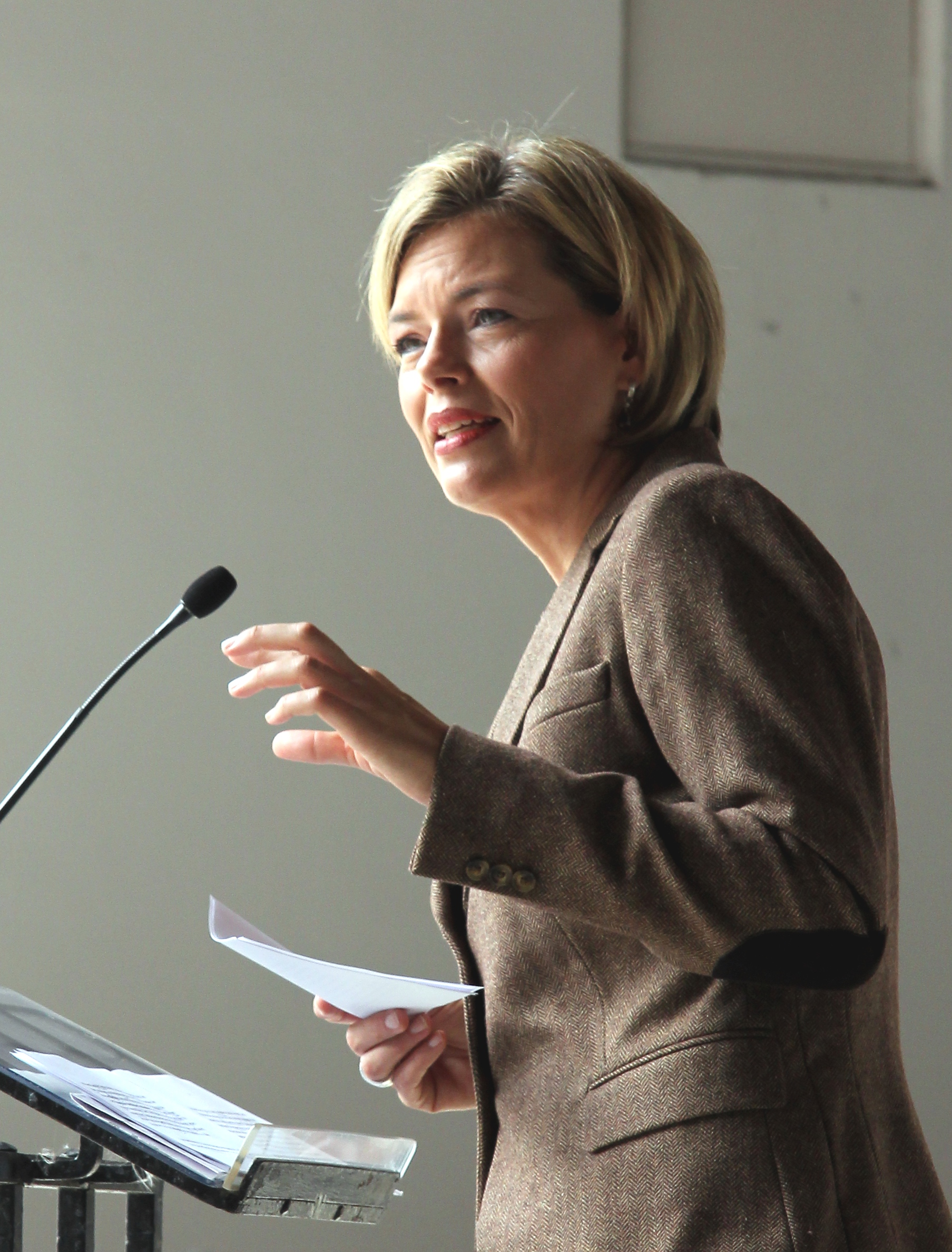
يوليا كلوكنر خلال محاضرة في فعالية تابعة لجمعية كولبنغ لأبرشية ترير في ماريا مارينتال
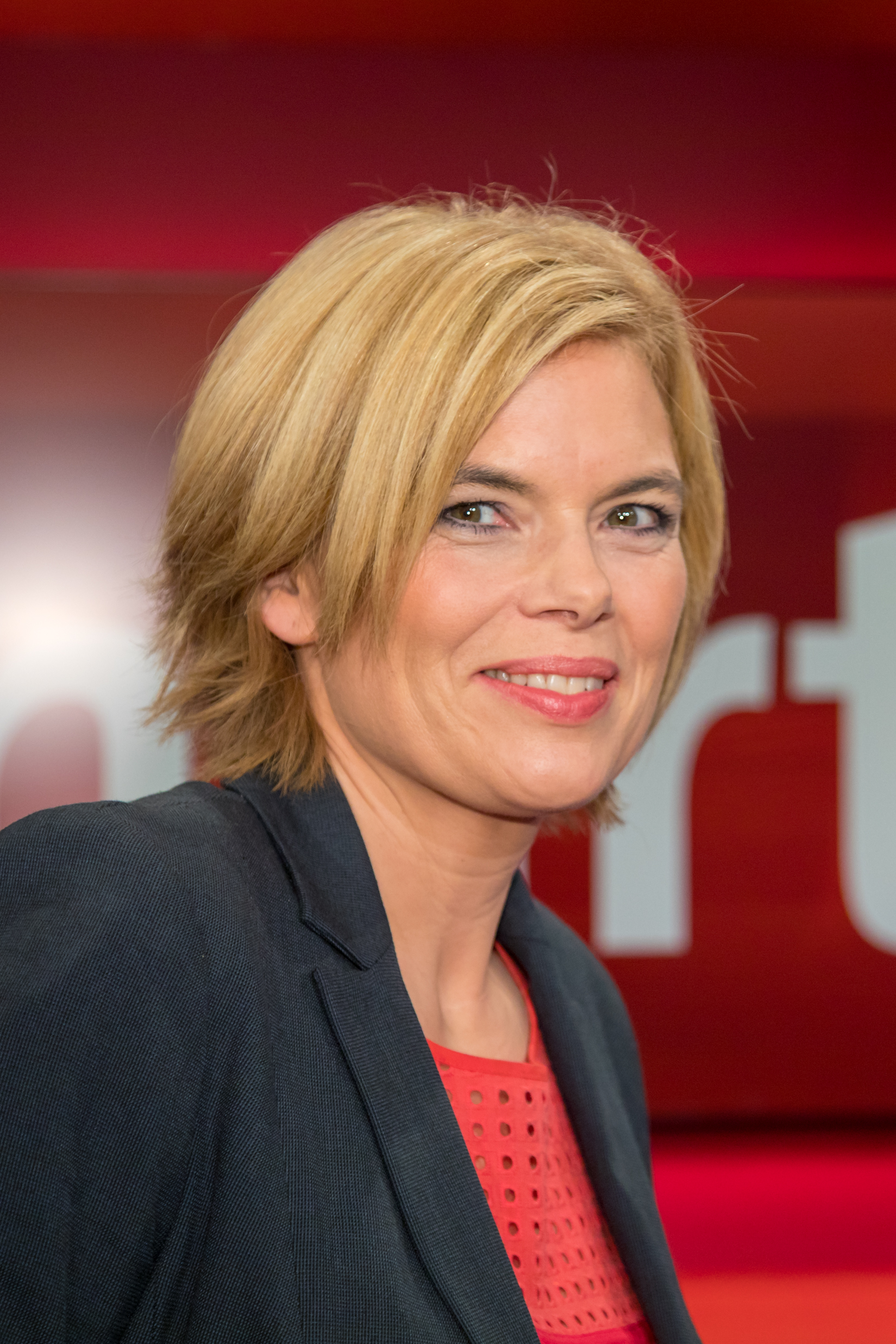
يوليا كلوكنلا في عام 2017
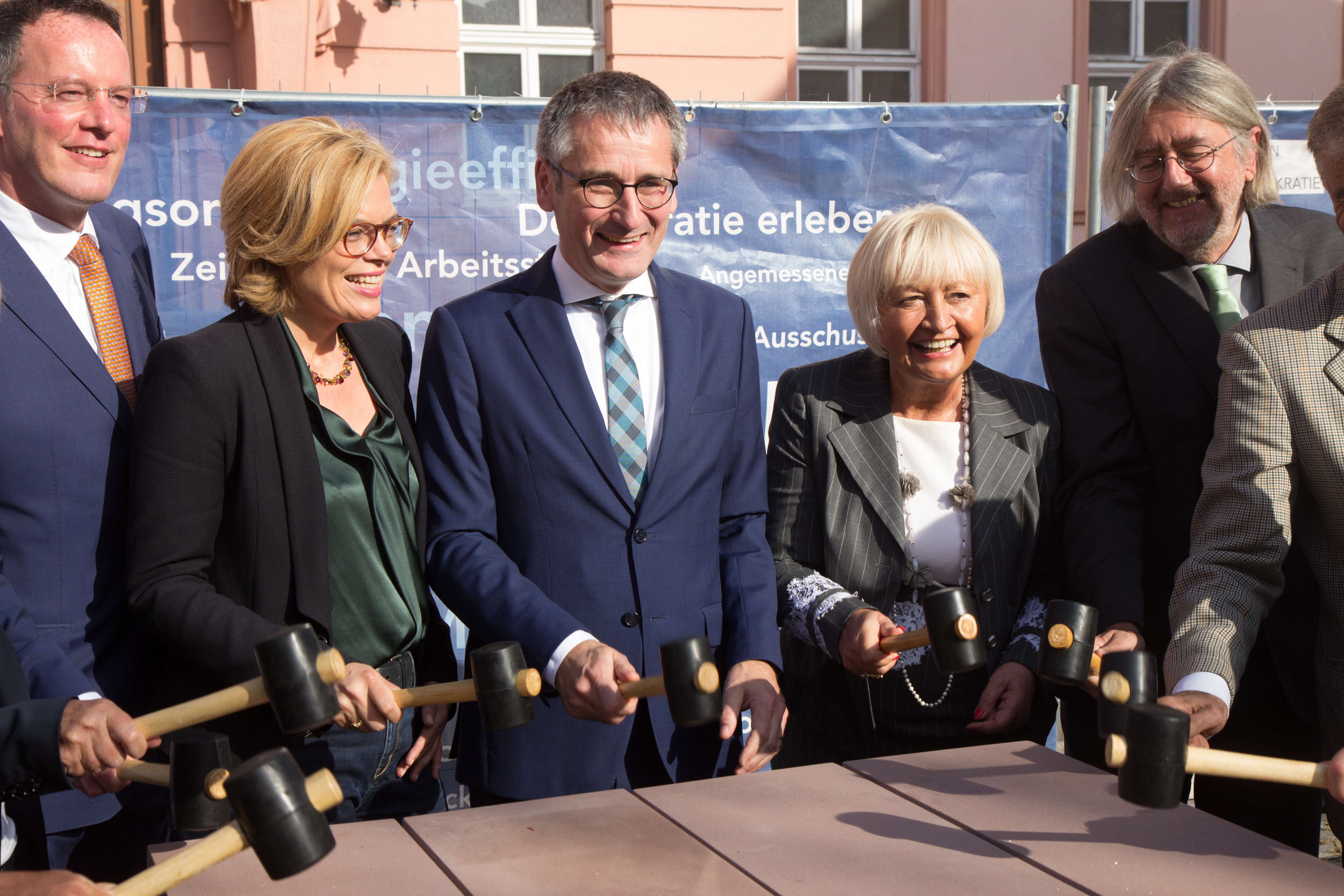
يوليا كلوكنر (على اليسار) أثناء وضع حجر الأساس للمبنى الجديد لبرلمان ولاية رايلاند بفالز

## كتاباتها
- بالتعاون مع توماس هاتمان: Der Wein erfreue des Menschen Herz. Paulus-Verlag, Fribourg 1998, ISBN 3-7228-0446-9.(النبيذ يسعدالقلب)
- بالتعاون مع توماس هاتمان:Irdischer Wein – Himmlischer Genuss. Der Wein in der Bibel. Paulus-Verlag, Fribourg 2008, ISBN 978-3-7228-0748-5. (النبيذ الأرضي والمتعة السماوية)
- بالتعاون مع ماتن غوبس وفولكا غيسنج: Zutrauen! Ideen statt Ideologien – Was mir in der Politik wichtig ist. Herder, Freiburg 2015, ISBN 978-3-451-31114-7.(ثقة! أفكار عوضًا عن الإيديولجيا. ما الذي يهمني في السياسة)

## أنظر أيضا
- دوزن تيكال

## وصلات خارجية
- يوليا كلوكنر على موقع IMDb (الإنجليزية)
- يوليا كلوكنر على موقع مونزينجر (الألمانية)
- يوليا كلوكنر على موقع قاعدة بيانات الفيلم (الإنجليزية)
- Kathrin Zehender: Julia Klöckner. In: Geschichte der CDU, Konrad-Adenauer-Stiftung
- السيرة الذاتية ليوليا كلوكنر على الموقع الرسمي للبرلمان الألماني (باللغة الألمانية)
- السيرة الذاتية ليوليا كولكنر على موقع برلمان ولاية راينلاند بفالز (باللغة الألمانية)
- Julia Klöckner beim CDU-Bundesvorstand
- الموقع الرسمي ليوليا كلوكنر (باللغة الألمانية)